# Gran Premi de Gran Bretanya del 1956
Resultats del Gran Premi de la Gran Bretanya de Fórmula 1 de la temporada 1956, disputat al circuit de Silverstone el 14 de juliol del 1956.

## Resultats
| Pos | No | Pilot                                    | Equip            | Voltes | Temps/ Retirada          | Pos. de sortida | Punts |
| --- | -- | ---------------------------------------- | ---------------- | ------ | ------------------------ | --------------- | ----- |
| 1   | 1  | Juan Manuel Fangio                       | Ferrari          | 101    | 2h 59' 47. 0             | 2               | 8     |
| 2   | 4  | Alfonso de Portago · Peter Collins       | Ferrari          | 100    | + 1 Volta                | 12              | 3     |
| 3   | 8  | Jean Behra                               | Maserati         | 99     | + 2 Voltes               | 13              | 4     |
| 4   | 21 | Jack Fairman                             | Connaught - Alta | 98     | + 3 Voltes               | 21              | 3     |
| 5   | 31 | Horace Gould                             | Maserati         | 97     | + 4 Voltes               | 14              | 2     |
| 6   | 11 | Luigi Villoresi                          | Maserati         | 96     | + 5 Voltes               | 19              |       |
| 7   | 9  | Cesare Perdisa                           | Maserati         | 95     | + 6 Voltes               | 15              |       |
| 8   | 10 | Paco Godia                               | Maserati         | 94     | + 7 Voltes               | 25              |       |
| 9   | 15 | Robert Manzon                            | Gordini          | 94     | + 7 Voltes               | 18              |       |
| 10  | 3  | Eugenio Castellotti · Alfonso de Portago | Ferrari          | 92     | + 9 Voltes               | 8               |       |
| 11  | 26 | Bob Gerard                               | Cooper - Bristol | 88     | + 13 Voltes              | 22              |       |
| Ret | 7  | Stirling Moss                            | Maserati         | 94     | Eix / Palier             | 1               | 1     |
| Ret | 16 | Harry Schell                             | Vanwall          | 87     | Prob. amb el combustible | 5               |       |
| Ret | 20 | Desmond Titterington                     | Connaught - Alta | 74     | Motor                    | 11              |       |
| Ret | 17 | Maurice Trintignant                      | Vanwall          | 74     | Prob. amb el combustible | 16              |       |
| Ret | 14 | Hernando da Silva Ramos                  | Gordini          | 71     | Eix / Palier             | 26              |       |
| Ret | 2  | Peter Collins                            | Ferrari          | 64     | Pressió de l'oli         | 4               |       |
| Ret | 28 | Roy Salvadori                            | Maserati         | 59     | Prob. amb el combustible | 7               |       |
| Ret | 24 | Tony Brooks                              | BRM              | 39     | Accident                 | 9               |       |
| Ret | 23 | Mike Hawthorn                            | BRM              | 24     | Transmissió              | 3               |       |
| Ret | 27 | Louis Rosier                             | Maserati         | 23     | Part elèctrica           | 27              |       |
| Ret | 29 | Bruce Halford                            | Maserati         | 22     | Motor                    | 20              |       |
| Ret | 12 | Umberto Maglioli                         | Maserati         | 21     | Caixa canvi              | 24              |       |
| Ret | 19 | Archie Scott-Brown                       | Connaught - Alta | 16     | Transmissió              | 10              |       |
| Ret | 32 | Paul Emery                               | Emeryson - Alta  | 12     | Encesa                   | 23              |       |
| Ret | 30 | Jack Brabham                             | Maserati         | 3      | Motor                    | 28              |       |
| Ret | 25 | Ron Flockhart                            | BRM              | 2      | Motor                    | 17              |       |
| Ret | 18 | José Froilán González                    | Vanwall          | 0      | Transmissió              | 6               |       |

## Altres
- Pole: Stirling Moss 1' 41. 0

- Volta ràpida: Stirling Moss 1' 43. 2 (a la volta 71)

- Primer podi per un pilot espanyol.